# Interair South Africa
Interair South Africa es una aerolínea con base en Johannesburgo, Sudáfrica. Efectúa vuelos regulares de pasajeros desde Johannesburgo a destinos regionales. Su base principal es el Aeropuerto Internacional de Johannesburgo, en Johannesburgo.

## Historia
La aerolínea fue fundada en 1993 y comenzó a operar en 1994. Inicialmente efectuó vuelos de cabotaje, pero estos fueron cancelados. Los vuelos regionales comenzaron en abril de 1995. La aerolínea es propiedad de D Tokoph (Director), J Attala, M Attala, P Attala y V Nathan, y tiene 190 empleados (en marzo de 2007).

## Destinos
Interair South Africa opera vuelos a los siguientes destinos internacionales regulares (en enero de 2005): Ndola, Zambia; St Denis, Isla de Réunion; Antananarivo, Madagascar; ;Libreville, Gabón; Brazzaville, República del Congo; Cotonú, Benín, Ougadougou, Burkina Faso, Bamako, Mali, Yamena, Chad.

## Flota
La flota de Interair South Africa incluye las siguientes aeronaves (a 6 de julio de 2019):
- 2 Boeing 737-200

La flota de la Aerolínea posee a julio de 2019 una edad promedio de: 42 años